# Barazzoni
Barazzoni S.p.a è un'azienda italiana specializzata nella produzione di pentolame in acciaio e alluminio antiaderente, fondata nel 1903 a Invorio, in Piemonte.

## Storia
Anche se ufficialmente la storia dell'azienda Barazzoni S.p.A. iniziò nel 1903, in realtà era l'anno 1897 quando Giovanni Battista Barazzoni avviò ad Invorio un piccolo laboratorio artigianale di articoli casalinghi, utilizzando materiali principali l'ottone, il rame e la latta. Si arrivò nel 1912 ad avere un catalogo con 139 articoli e 523 modelli. Negli anni trenta fu il figlio, Neni Barazzoni (chiamato Neni, anche se in realtà possedeva lo stesso nome del padre) ad ampliare il catalogo dell'azienda fino ad avere 1600 pezzi con l'utilizzo di nuovi materiali, come l'alluminio e la lamiera zincata.
Nel 1970 Barazzoni fu la prima azienda italiana a introdurre il concetto di design nella realizzazione dei suoi prodotti in base ad un'idea di Neni Barazzoni: "Se disegniamo noi il vasellame, siamo uguali agli altri. Ma se lo facciamo disegnare dagli specialisti, allora saremo molto competitivi". Nacque così la linea "Tummy", pensata dal designer Ennio Lucini. Nel corso del tempo questa linea, caratterizzata da una forma bombata quando tutte le pentole mantenevano una forma cilindrica, è stata insignita di numerosi premi e riconoscimenti, facendo acquistare all'azienda notorietà e prestigio. Una pentola della serie Tummy è stata esposta al Philadelphia Museum of Art.
Da quel momento in poi, grazie a Vito Barazzoni, figlio di Neni, l'azienda realizzò diverse linee di prodotti in collaborazione con alcuni designer, quali: Ferdinand Porsche (a lui si deve il disegno della linea "Luci & Ombre" con il nome dovuto al forte contrasto tra il lucido e il nero, e con l'utilizzo di tre metalli: acciaio inox all'interno, strato di alluminio sul fondo e sulle pareti, titanio all'esterno per non far disperdere il calore), Mario Bellini, Claudio Bellini (firmò nel 2003 la linea "My Lady", realizzata in occasione del centenario dell'azienda e anch'essa pluripremiata).
A metà degli anni novanta sono entrati in azienda i due figli di Vito, esponenti della quarta generazione: Alberto e Andrea (direttore generale dell'azienda e amministratore delegato, dal 2012 è presidente della Fiac - ANIMA Confindustria). Con loro è stata avviata una profonda modernizzazione dei processi aziendali.

## I marchi
- "La cucina di Barazzoni" marchio che nasce nel 2008 per rispondere alle esigenze di un pubblico giovane, ma al contempo esigente, che desidera un oggetto funzionale per la quotidianità senza tralasciare la cura dei dettagli.
- "Barazzoni Progetti" nato nel 1988 identifica le linee di prodotto con un'elevata cura per il design, le forme e l'accostamento dei materiali.
- "Atelier Barazzoni" raccoglie gli oggetti di lusso e design del mondo della cucina, coniugando forma, funzione e alta artigianalità in pezzi unici.

## I premi al design
Linea Tummy (design by Ennio Lucini)
- Premio Macef nel 1970
- Premio Vienna nel 1971
- Premio Macef nel 1972
- Premio Miglior Design Italiano nel 1975
- Premio Compasso d'oro - Associazione Disegno Industriale nel 1979
- Mostra L'Oro nel design italiano nel 2008

Linea Luci&Ombre (design by Ferdinand Porsche)
- Nel 1988 la linea fu esposta al Philadelphia Museum of Art
- Nel 1989 venne esposta presso The Chicago Athenaeum Art

Linea My Lady (design by Claudio Bellini)
- Red Dot Design Award nel 2004
- Good Design Award nel 2004
- Nomination Designpreis nel 2005
- Selezionata per la mostra Piemonte Torino Design 2006, nel 2005

Linea Butterfly (design by Claudio Bellini)
- IF product design award nel 2007

Linea My Lady Utensili (design by Claudio Bellini)
- Good Design Award nel 2009
- Nomination Designpreis 2011

Linea Vassoi Moon (design by Claudio Bellini)
- IF product design award nel 2010
- Red Dot Design Award nel 2010
- Good Design Award nel 2010
- Nomination Designpreis nel 2010
- Nomination German Design Award nel 2012

Linea Silicon Pro Ceramico (design by Claudio Bellini)
- IF product design award nel 2011